# Duncan Scott
Duncan William MacNaughton Scott (Glasgow, 6 de maio de 1997) é um nadador britânico, medalhista olímpico. Com uma medalha de ouro e prata adicionais em Paris 2024, elevando seu total para oito, Scott se tornou o atleta olímpico mais condecorado da Escócia (superando Chris Hoy), e atualmente está empatado com Bradley Wiggins como o segundo atleta olímpico mais condecorado da história britânica. Scott é o único atleta entre os três primeiros a ainda competir ativamente e o único membro dos quatro primeiros (Hoy, Scott, Wiggins e Jason Kenny) que não é um ciclista de pista.

## Carreira

### Rio 2016
Scott competiu na natação nos Jogos Olímpicos de Verão de 2016, conquistando a medalha de prata com os revezamentos 4x100 metros medley e 4x200 m livre.